# Aleksandra Gramała
Aleksandra Ewa Gramała (ur. 21 stycznia 1970 w Świętochłowicach) – polska prawniczka i polityk, posłanka na Sejm IV kadencji.

## Życiorys
W 1994 ukończyła prawo na Wydziale Prawa i Administracji Uniwersytetu Śląskiego, odbyła również studia menedżerskie z zakresu Unii Europejskiej na Uniwersytecie Jagiellońskim. Od 1994 do 2000 pracowała w Urzędzie Kontroli Skarbowej w Katowicach. Pod koniec lat 90. była radną i wiceprezydentem Świętochłowic. Uzyskała w 2000 uprawnienia radcy prawnego, po czym została zatrudniona w urzędzie miejskim w Sosnowcu.
Sprawowała mandat posłanki na Sejm IV kadencji z okręgu katowickiego, wybranej z ramienia Sojuszu Lewicy Demokratycznej. Pracowała w Komisji Ustawodawczej. W 2005 nie ubiegała się o reelekcję. Zajęła się następnie prowadzeniem własnej kancelarii notarialnej.